# Copa del Món de ciclisme de 1995
La Copa del Món de ciclisme de 1995 fou la 7a edició de la Copa del Món de ciclisme.

## Calendari
| Data         | Cursa                       | País          | Vencedor            | Equip del vencedor      |
| ------------ | --------------------------- | ------------- | ------------------- | ----------------------- |
| 18 de març   | Milà-Sanremo                | Itàlia        | Laurent Jalabert    | Once                    |
| 2 d'abril    | Tour de Flandes             | Bèlgica       | Johan Museeuw       | Mapei - GB              |
| 9 d'abril    | París-Roubaix               | França        | Franco Ballerini    | Mapei - GB              |
| 16 d'abril   | Lieja-Bastogne-Lieja        | Bèlgica       | Mauro Gianetti      | Polti                   |
| 22 d'abril   | Amstel Gold Race            | Països Baixos | Mauro Gianetti      | Polti                   |
| 1 de maig    | Gran Premi de Frankfurt     | Alemanya      | Francesco Frattini  | Gewiss - Ballan         |
| 6 d'agost    | Leeds International Classic | Regne Unit    | Maximilian Sciandri | MG Maglificio-Technogym |
| 12 d'agost   | Clàssica de Sant Sebastià   | Espanya       | Lance Armstrong     | Motorola                |
| 20 d'agost   | Campionat de Zuric          | Suïssa        | Johan Museeuw       | Mapei - GB              |
| 15 d'octubre | París-Tours                 | França        | Nicola Minali       | Gewiss - Ballan         |
| 21 d'octubre | Giro de Llombardia          | Itàlia        | Gianni Faresin      | Lampre-Panaria          |

## Classificacions finals

### Classificació individual
| Posició | Ciclista            | Equip                   | Punts |
| ------- | ------------------- | ----------------------- | ----- |
| 1       | Johan Museeuw       | Mapei - GB              | 199   |
| 2       | Andrei Txmil        | Lotto                   | 114   |
| 3       | Mauro Gianetti      | Polti                   | 106   |
| 4       | Michele Bartoli     | Mercatone Uno-Juvenes   | 100   |
| 5       | Fabio Baldato       | MG Maglificio-Technogym | 91    |
| 6       | Gianni Bugno        | MG Maglificio-Technogym | 88    |
| 7       | Maurizio Fondriest  | Lampre-Panaria          | 87    |
| 8       | Maximilian Sciandri | MG Maglificio-Technogym | 79    |
| 9       | Lance Armstrong     | Motorola                | 74    |
| 10      | Stefano Zanini      | Gewiss - Ballan         | 65    |

### Classificació per equips
| Posició | Equip                   | Punts |
| ------- | ----------------------- | ----- |
| 1       | Mapei - GB              | 98    |
| 2       | MG Maglificio-Technogym | 97    |
| 3       | Gewiss - Ballan         | 50    |
| 4       | TVM                     | 46    |
| 5       | Carrera                 | 40    |